# 馬格耶斯島
馬格耶斯島是波多黎各的島嶼，位於主島西南約50公里，面積0.072平方公里，該島沿岸是紅樹林，鄰近海域有珊瑚礁，是褐鵜鶘、牛背鷺和鷺的棲息地。
17°58′08″N 67°02′39″W / 17.96889°N 67.04417°W